# Marcel Delattre
Marcel Delattre (nascido em 17 de novembro de 1939) é um ex-ciclista francês de ciclismo de pista. Representou França nos Jogos Olímpicos de Verão de 1960 em Roma, onde terminou em quarto lugar na perseguição por equipes de 4 km.